# Trapani Calcio
Trapani Calcio – włoski klub piłkarski, mający swoją siedzibę w mieście Trapani, na południu kraju.

## Historia
Chronologia nazw:
- 1905: Unione Sportiva Trapanese
- 1915: klub rozwiązano
- 1920: Sport Club Vigor Trapani
- 1923: Unione Sportiva Trapanese – po fuzji z Drepanum Unione Sportiva
- 1926: Associazione Sportiva Trapani
- 1926: klub rozwiązano
- 1930: Sport Club Juventus
- 1936: Unione Sportiva Trapani
- 1939: Società Sportiva Juventus
- 1945: Associazione Sportiva Trapani
- 1946: Associazione Sportiva Drepanum
- 1952: Associazione Sportiva Trapani
- 1984: Associazione Sportiva Trapani 1906 – po fuzji z Pro Trapani
- 1990: klub rozwiązano
- 1990: Trapani Calcio S.p.A.
- 2002: klub rozwiązano
- 2002: Associazione Sportiva Trapani
- 2010: Trapani Calcio S.r.l

Sportowy klub Unione Sportiva Trapanese został założony w Trapani w 1905 roku i działał głównie w dziedzinie biegania i gimnastyki, aktywny aż do 1915 roku. W 1920 klub został odrodzony jako Sport Club Vigor Trapani. W 1921 powstał drugi związek piłkarski C.C.I., w związku z czym mistrzostwa prowadzone osobno dla dwóch federacji. W sezonie 1921/22 startował w Prima Divisione Lega Sud (pod patronatem C.C.I.), gdzie zajął ostatnie 6.miejsce w grupie siciliana. W 1922 po kompromisie Colombo mistrzostwa obu federacji zostały połączone, a klub zrezygnował z walki o mistrzostwo Włoch i występował tylko w rozgrywkach lokalnych. 22 stycznia 1923 połączył się z klubem Drepanum Unione Sportiva (utworzonym w 1921) i przyjął pierwotną nazwę Unione Sportiva Trapanese. W 1926 klub został reorganizowany w Associazione Sportiva Trapani, który nie uczestniczył oficjalnie a wkrótce został nastrojowym.
W międzyczasie w mieście pojawiły się inne kluby, które doprowadziły do powstania nowego klubu w Trapani – Sport Club Juventus, który został utworzony w 1930 roku. W sezonie 1930/31 zajął 4.miejsce w grupie B Terza Divisione Sicilia, jednak w wyniku reorganizacji otrzymał promocję do Seconda Divisione. zwyciężył najpierw w grupie B ligure i awansował. W sezonie 1931/32 zwyciężył najpierw w grupie D Sicilia, a potem w finale wywalczył miejsce w Prima Divisione. Do 1936 klub występował w Prima Divisione, po czym zakończył swoją działalność.
W 1936 został założony klub Unione Sportiva Trapani, który startował w rozgrywkach regionalnych Prima Divisione Sicilia. W 1939 po zakończeniu mistrzostw został zdyskwalifikowany przez F.I.G.C. z powodu bezczynności i wkrótce przyłączył się do Società Sportiva Juventus, który kontynuował występy w Prima Divisione Sicilia. W sezonie 1941/42 nie brał udziału w mistrzostwach z powodu II wojny światowej, a w 1943 startował w Serie C, ale potem znów mistrzostwa zostały zawieszone z powodu wojny.
Po zakończeniu II wojny światowej w 1945 roku Juventus Trapani został rozwiązany, a założony Associazione Sportiva Trapani. W sezonie 1945/46 klub startował w rozgrywkach regionalnych Prima Divisione Sicilia, ale w 1946 wrócił do Serie C. Przed rozpoczęciem sezonu 1946/47 klub został reorganizowany w Associazione Sportiva Drepanum. Do 1950 występował w Serie C, po czym spadł do Promozione. W 1952 ponownie przyjął nazwę Associazione Sportiva Trapani i kontynuował występy w czwartej lidze, która zmieniła nazwę na IV Serie. W sezonie 1957/58 zajął 6.miejsce w grupie C, ale w wyniku rozszerzenia trzeciej ligi został zakwalifikowany do Serie C. W 1970 spadł do Serie D, a w 1972 wrócił do Serie C. W 1978 został zdeklasowany do nowo utworzonej Serie C2, a w 1979 spadł do Serie D. W 1984 po fuzji z Pro Trapani klub zmienił nazwę na Associazione Sportiva Trapani 1906. W 1985 klub wrócił do Serie C2, a w 1990 spadł do Campionato Interregionale. Z powodów finansowych klub został rozwiązany.
W 1990 powstał nowy klub Trapani Calcio S.p.A., który wykupił miejsce sportowe poprzednika i startował w Campionato Interregionale. W 1993 klub awansował do Serie C2, a w 1994 do Serie C1. W 1997 został zdegradowany do Serie C2, a w 2000 do Serie D. Ze względu na trudną sytuację finansową klubu, zrezygnował z występów w Serie D i był zmuszony rozpocząć sezon 2000/01 w Eccellenza Sicilia (6 poziom). W sezonie 2001/02 klub wycofuje się z mistrzostw po 22.kolejce w grupie A Eccellenza Sicilia, po czym został rozwiązany.
Latem 2002 inny klub Associazione Sportiva Città di Trapani, który zajął 4.miejsce w grupie A Eccellenza Sicilia, zmienił nazwę na Associazione Sportiva Trapani, a dzięki dobrej klasyfikacji w lidze, został zakwalifikowany do Serie D. W 2006 klub jednak spadł do Eccellenza. W sezonie 2007/08 zajął drugie miejsce w grupie A i po zwycięstwie w barażach wrócił do Serie D. W sezonie 2009/10 po zajęciu drugiego miejsca w grupie I przegrał w półfinale play-off z US Avellino 1912, ale został zakwalifikowany do Lega Pro Seconda Divisione. W 2010 został przemianowany na Trapani Calcio S.r.l. W sezonie 2010/11 najpierw był drugim w grupie C, a następnie w meczach play-off zwyciężył tym razem US Avellino 1912 i zdobył promocję do Lega Pro Prima Divisione. W sezonie 2012/13 zwyciężył w grupie A i awansował do Serie B. W sezonie 2016/17 zajął 19.miejsce w Serie B i został zdegradowany do Serie C.

## Sukcesy

### Trofea międzynarodowe
Nie uczestniczył w rozgrywkach europejskich (stan na 31-12-2016).

### Trofea krajowe
| \| \| Zdobyte trofea w rozgrywkach Włoch (stan na: 31-05-2017) \| |                                                          |      |                           |
| Rozgrywki                                                         | Osiągnięcie                                              | Razy | Sezon(y)                  |
| · Mistrzostwo                                                     | I miejsce                                                | 0    |                           |
| · Mistrzostwo                                                     | II miejsce                                               | 0    |                           |
| · Mistrzostwo                                                     | III miejsce                                              | 0    |                           |
| · Mistrzostwo                                                     | 6.miejsce                                                | 1    | 1921/22 (grupa siciliano) |
| · Puchar                                                          | zdobywca                                                 | 0    |                           |
| · Puchar                                                          | finalista                                                | 0    |                           |
| · Puchar                                                          | 4.runda (1/16f)                                          | 1    | 2013/14                   |
| II liga                                                           | I miejsce                                                | 0    |                           |
| II liga                                                           | II miejsce                                               | 0    |                           |
| II liga                                                           | III miejsce                                              | 1    | 2015/16                   |
| Włochy                                                            | Zdobyte trofea w rozgrywkach Włoch (stan na: 31-05-2017) |      |                           |

- Lega Pro Prima Divisione:
  - mistrz (1x): 2012/13 (grupa A)

## Stadion
Klub rozgrywa swoje mecze domowe na Stadio Provinciale di Trapani w Trapani, który może pomieścić 7787 widzów.